# Resolució 1138 del Consell de Seguretat de les Nacions Unides
La Resolució 1138 del Consell de Seguretat de les Nacions Unides fou adoptada per unanimitat el 14 de novembre de 1997.
Després de recordar les resolucions sobre la situació a Tadjikistan i al llarg de la frontera entre l'Afganistan i Tadjikistan, el Consell va ampliar i estendre el mandat de la Missió d'Observadors de les Nacions Unides a Tadjikistan (UNMOT) fins al 15 de maig de 1998.
El Consell va observar més progressos en l'aplicació de l'acord de pau entre el Govern de Tadjikistan i l'Oposició Unida Tadjik i es va respectar l'alto el foc. La situació de seguretat es va mantenir precària i hi va haver la violència al centre del país, encara que altres parts van quedar tranquil·les.
Les dues parts a Tadjikistan havien avançat en relació amb la Comissió de Reconciliació Nacional, l'intercanvi de presoners de guerra, el registre dels combatents de l'OTU a Tadjikistan, la repatriació de refugiats a l'Afganistan i la formació d'una unitat de seguretat conjunta per protegir el personal de la UNMOT. Tots aquests esdeveniments van ser ben rebuts pel Consell, que va ampliar el mandat de la UNMOT per:
(a) cooperar en el procés d'elecció i referèndum;
(b) investigar les violacions de l'informe de l'alto el foc;
(c) supervisar el desarmament, desmobilització i la reintegració de tropes de l'OTU;
(d) coordinar l'assistència de les Nacions Unides a Tadjikistan;
(e) mantenir contactes amb ambdues parts, la força de manteniment de la pau de Comunitat d'Estats Independents i l'Organització per a la Seguretat i la Cooperació a Europa.
La intenció del secretari general Kofi Annan de convocar una conferència de donants per proporcionar fons per a les operacions a Tadjikistan va ser rebuda. Finalment, es va demanar que informés en un termini de tres mesos sobre l'aplicació de la resolució actual.